# أحمد البغدادي
أحمد البغدادي (1 يناير 1951  - 8 أغسطس 2010 ) هو مفكر وأكاديمي كويتي ذو توجه ليبرالي. يعتبر من أكبر الناشطين في الحركة الليبرالية في الكويت. درس في قسم العلوم السياسية في كلية العلوم الاجتماعية في جامعة الكويت، وكان يكتب عمود جريدة السياسة تحت اسم «أوتاد».

## مؤهلاته العلمية
- ليسانس علوم سياسية والاقتصاد من جامعة الكويت عام 1974.[1]
- ماجستير في الفكر السياسي الغربي من جامعة كلارك في الولايات المتحدة عام 1977.[1]
- دكتوراه في فلسفة الفكر الإسلامي من جامعة إدنبرة عام 1981.[1]

## مؤلفاته
- الديمقراطية: معنى ومبنى.[2]
- التصنيف السياسي لانتخابات مجلس الأمة 1999 (بحث بالاشتراك مع الدكتور فلاح المديرس).[2]
- تجديد الفكر الديني دعوة لاستخدام العقل: محاولة في قراءة عقلية للفكر الديني[1]، صدر عام 1999.
- حزب التحرير: دراسة في مفهوم الدولة الإسلامية.[2]
- الدولة الإسلامية بين الواقع التاريخي والتنظير الفقهي.[2]
- الشيخ عبد الله السالم، إنسانًا ورجل دولة.[2]
- الفكر الإسلامي والإعلان العالمي لحقوق الإنسان.[2]
- الفكر السياسي لأبي الحسن الماوردي.[2]
- الفكر السياسي لابن تيمية (ترجمة).[2]
- دراسات في فقه السياسة الشرعية.[2]
- أحاديث الدين والدنيا: الواقع المفارق للنص الديني[1]، صدر عام 2005.[2]

## أحكام ودعاوي قضائية
في عام 2005 أدانته محكمة الاستئناف الكويتية بتحقير الدين الإسلامي في مقال نشره ، وقضت بسجنه سنة مع توقيف هذه العقوبة لثلاث سنوات، في مقابل تعهد، بكفالة 2000 دينار (6800 دولار)، «بعدم العودة إلى الإجرام» ، كما تمت إدانته سابقا من قبل محكمة الجنايات الكويتية عام 1999 حكماً بسجنه شهراً، بعدما أدانته بالإساءة إلى مقام الرسول صلى الله عليه وسلم، خلال مقابلة صحافية، لكن أمير الكويت الشيخ جابر الأحمد الصباح أصدر عفواً عنه بعدما قضى 13 يوماً في السجن.